# RC Cannes

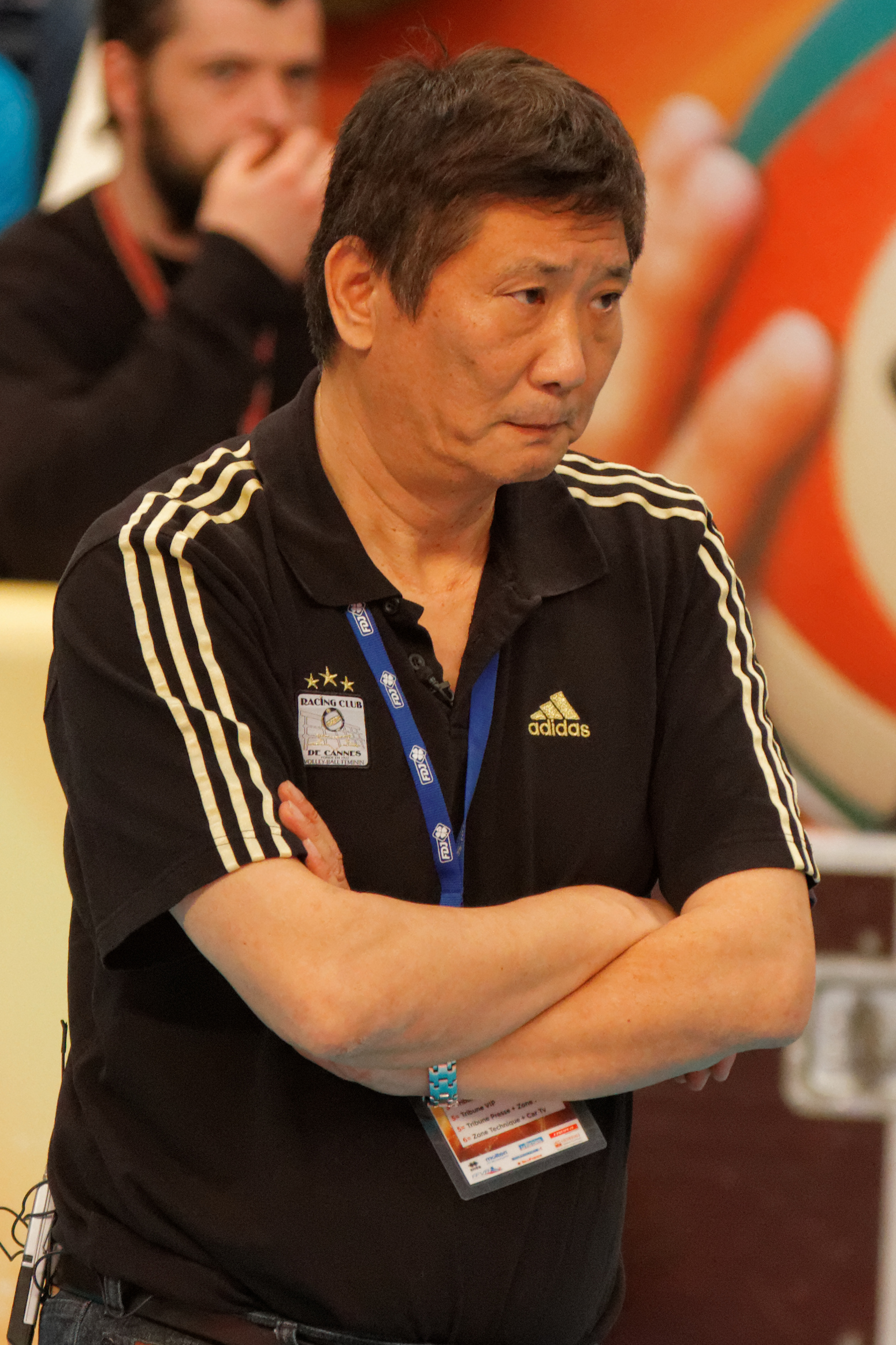
Yan Fang trenerem RC Cannes w latach 1993-2016

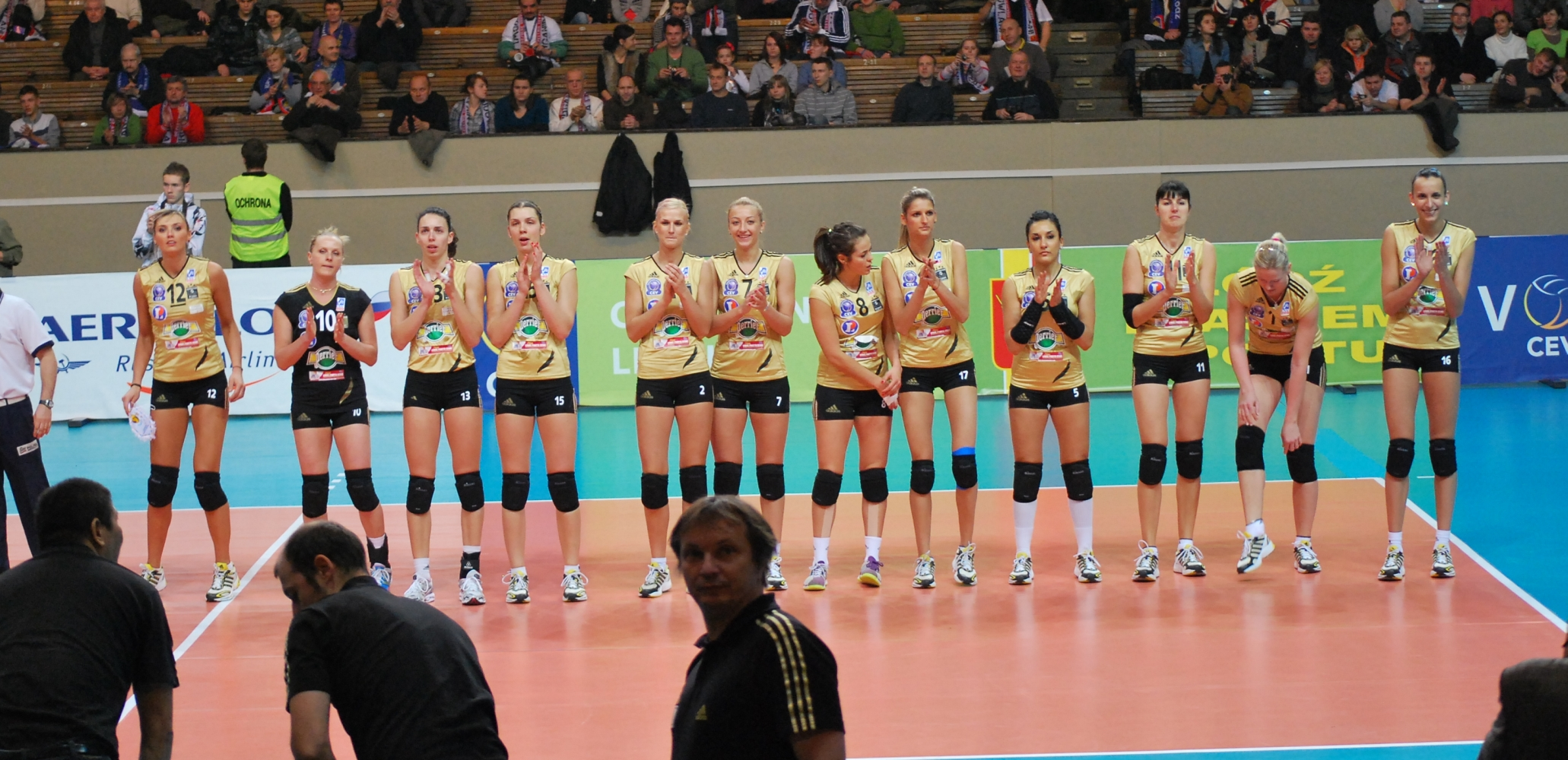
Zawodniczki RC Cannes w sezonie 2010/2011

Racing Club de Cannes (RC Cannes) – francuski, żeński klub siatkarski z siedzibą w Cannes, utworzony w 1922 roku.
RC Cannes to jeden z najbardziej utytułowanych żeńskich, francuskich klubów siatkarskich ostatnich lat, regularnie występujący w rozgrywkach Ligi Mistrzyń. W sezonie 2005-2006 barw Cannes broniła Małgorzata Glinka.

## Sukcesy
Mistrzostwa Francji:

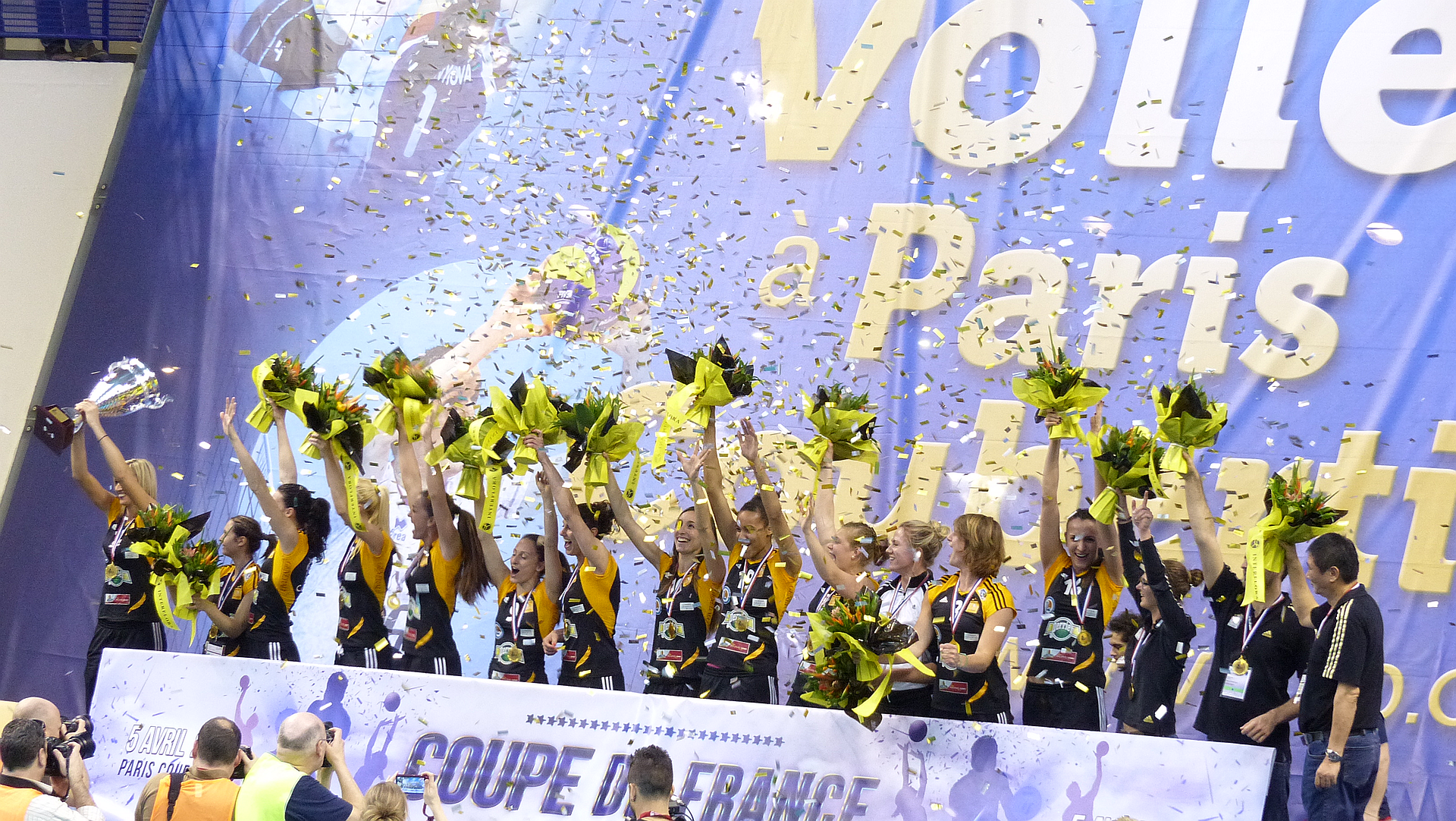
RC Cannes zwycięzcą Pucharu Francji w sezonie 2013/2014

- 1. miejsce (21x): 1995–1996, 1998–2015, 2019
- 2. miejsce (2x): 2016, 2018

 Puchar Francji:
- 1. miejsce (20x): 1996–2001, 2003–2014, 2016, 2018

 Superpuchar Francji:
- 1. miejsce (3x): 2000, 2001, 2003

 Liga Mistrzyń:
- 1. miejsce (2x): 2002, 2003
- 2. miejsce (2x): 2006, 2012

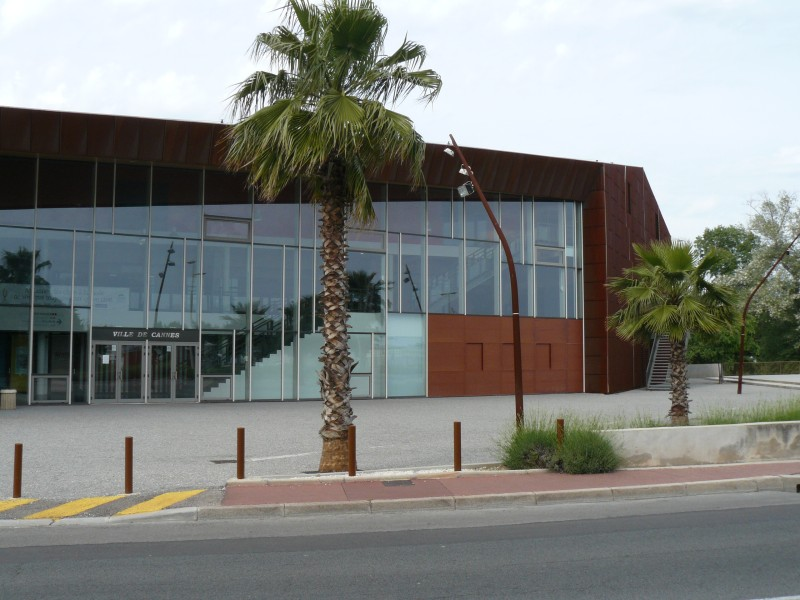
Palais des Victoires w Cannes

- 3. miejsce (1x): 2010

## Kadra zawodnicza

### Sezon 2018/2019
- 1.  Myriam Kloster
- 2.  Héléna Cazaute
- 3.  Noemi Signorile
- 4.  Julia Szczurowska
- 5.  Samara Rodrigues de Almeida
- 6.  Michaela Bjerregård Madsen
- 7.  Luna Carocci
- 8.  Christina Bauer
- 9.  Katharina Holzer
- 10.  Adela Helić
- 11.  Tanja Grbić
- 14.  Ljiljana Ranković
- 16.  Agnès Pallag
- 18.  Fanny Dumont
- 20.  Ludivine Casali

### Sezon 2017/2018
- 1.  Myriam Kloster
- 2.  Héléna Cazaute
- 3.  Lucille Gicquel
- 4.  Angie Bland
- 6.  Ljiljana Ranković
- 7.  Brianna Beamish
- 8.  Christina Bauer
- 10.  Vedrana Jakšetić
- 11.  Tanja Grbić
- 13.  Nadia Centoni
- 16.  Nadija Kodoła
- 18.  Jole Ruzzini

### Sezon 2016/2017

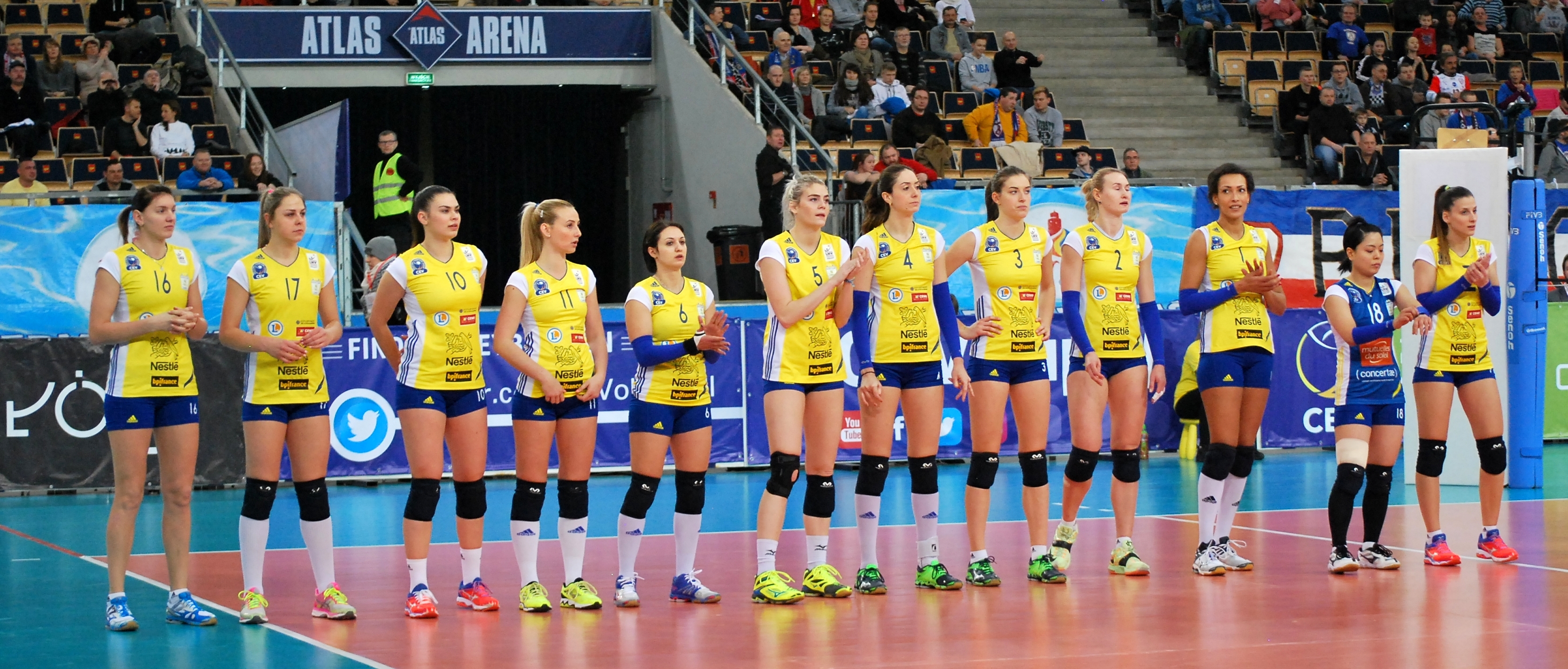
Zawodniczki RC Cannes w sezonie 2016/2017

- 1.  Myriam Kloster
- 2.  Olha Sawenczuk
- 3.  Lucille Gicquel
- 4.  Mariana Aquino
- 5.  Taylor Sandbothe
- 6.  Déborah Ortschitt
- 7.  Sanja Bursać
- 8.  Rosir Calderón Díaz
- 10.  Vedrana Jakšetić
- 11.  Tanja Grbić
- 15.  Sara Hutinski
- 16.  Nadija Kodoła
- 17.  Gergana Dimitrowa
- 18.  Kotoki Zayasu
- 19.  Romane Ruiz
- 20.  Carla Boudal

### Sezon 2015/2016
- 1.  Myriam Kloster
- 2.  Margaux Buzinac
- 3.  Lucille Gicquel
- 5.  Wiktorija Delros
- 6.  Déborah Ortschitt
- 7.  Sanja Bursać
- 8.  Marina Akułowa
- 9.  Letizia Camera
- 11.  Alexandra Lazic
- 14.  Rachel Sánchez
- 15.  Sara Hutinski
- 16.  Nadija Kodoła
- 17.  Gergana Dimitrowa
- 20.  Nancy Carrillo

### Sezon 2014/2015
- 1.  Juliann Faucette
- 2.  Mareen Apitz
- 3.  Romane Ruiz
- 4.  Polina Idjilov
- 6.  Déborah Ortschitt
- 7.  Sanja Bursać
- 8.  Ilka Van de Vyver
- 10.  Carly Wopat
- 11.  Alexandra Lazic
- 12.  Victoria Ravva
- 14.  Yukiko Ebata
- 15.  Logan Tom
- 16.  Maret Grothues
- 18.  Nneka Onyejekwe

### Sezon 2013/2014
- 1.  Tatjana Bokan
- 2.  Maret Grothues
- 3.  Freya Aelbrecht
- 5.  Lea Steuperaaert
- 6.  Déborah Ortschitt
- 7.  Ana Antonijević
- 8.  Ilka Van de Vyver
- 9.  Chiara Arcangeli
- 10. Laura Partenio
- 11. Alexandra Lazic
- 12. Victoria Ravva
- 13. Nadia Centoni
- 14. Rebecka Lazic
- 16. Milena Rašić
- 18. Ewa Janewa

### Sezon 2012/2013

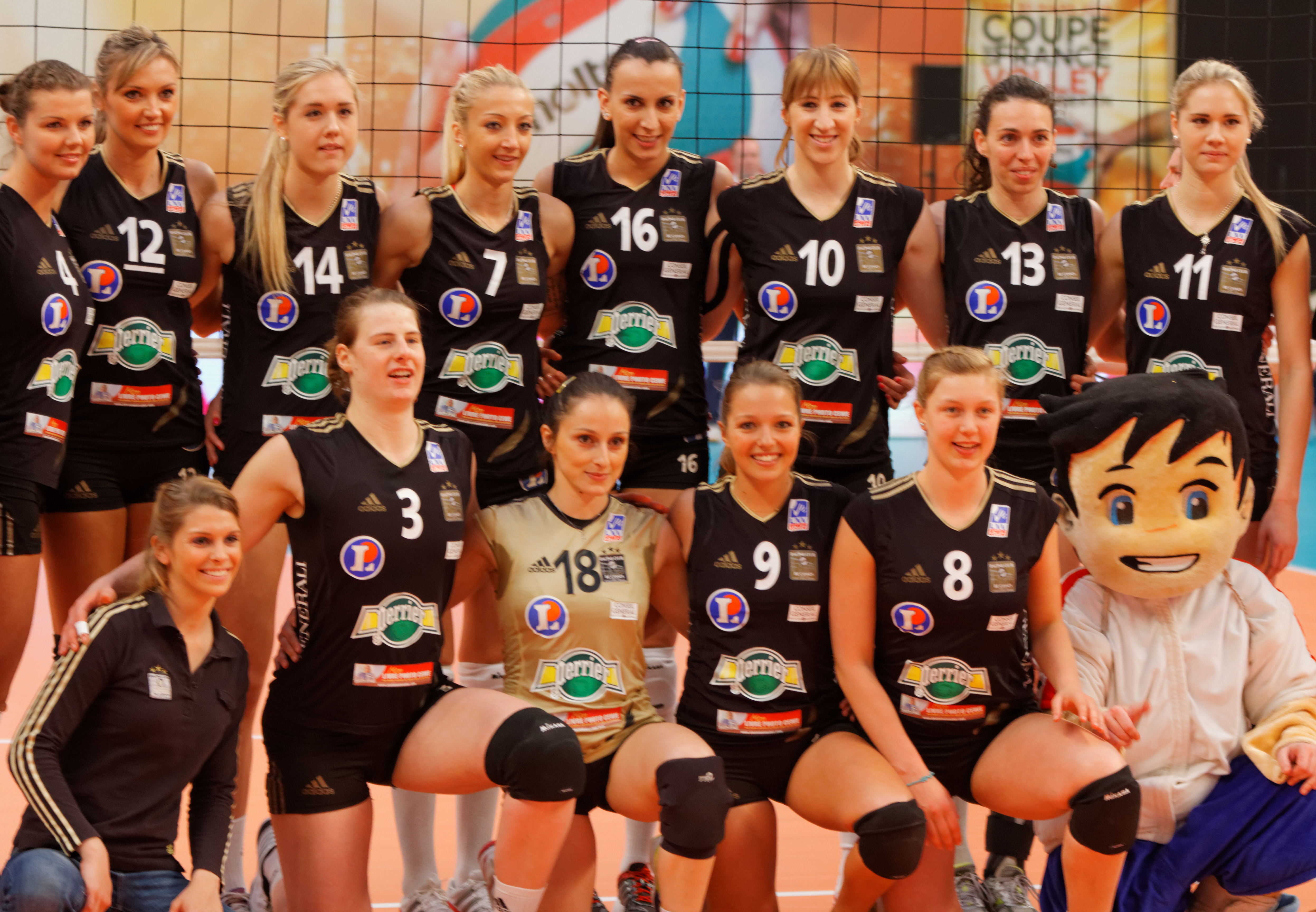
Zawodniczki RC Cannes w sezonie 2012/2013

- 1.  Julia Hoff
- 3.  Freya Aelbrecht
- 4.  Tetiana Kozłowa
- 6.  Marie-Océane Pieri
- 7.  Ana Antonijević
- 8.  Ilka Van de Vyver
- 9.  Sophie Péron
- 10. Brankica Mihajlović
- 11. Alexandra Lazic
- 12. Victoria Ravva
- 13. Nadia Centoni
- 14. Rebecka Lazic
- 15. Tacciana Markiewicz
- 16. Milena Rašić
- 17. Jelena Lozančić
- 18. Chiara Arcangeli

### Polki w klubie
| Lata gry  | Imię i nazwisko             |
| --------- | --------------------------- |
| 2005-2006 | Małgorzata Glinka-Mogentale |